# Monachoda latissima
Monachoda latissima är en kackerlacksart som beskrevs av Brunner von Wattenwyl 1865. Monachoda latissima ingår i släktet Monachoda och familjen jättekackerlackor. Inga underarter finns listade i Catalogue of Life.